# Campeonato Argentino de Futebol Feminino – Terceira Divisão
A Terceira Divisão do Campeonato Argentino de Futebol Feminino (oficialmente Campeonato de Fútbol Femenino de Primera División “C”) – Primera División C ou Tercera División Femenina, como é conhecida na Argentina – é a competição que ocupa o terceiro nível profissional no sistema de ligas do futebol feminino na Argentina, abaixo da Primera División A e da Primera División B. O torneio é organizado pela Associação do Futebol Argentino (AFA) desde sua primeira edição em 2019, promovendo dois clubes para a segunda divisão.

## História
A primeira temporada da terceira divisão do futebol feminino argentino foi disputada por 16 clubes e começou em 14 de setembro de 2019.[carece de fontes?] Em março de 2020, o torneio acabou sendo suspenso temporariamente depois da disputa parcial da 18ª rodada da fase regular, devido às medidas do governo argentino para conter a propagação da pandemia de COVID-19. Por fim, em abril de 2020, a competição foi cancelada pela AFA, sem promoções para a segunda divisão.
Para definir os acessos à "Primera B" de 2021 foi realizado de maneira contingente o "Torneo Reducido de Ascenso" de 2020, que foi a segunda edição (ou primeira de facto) da terceira divisão feminina. O torneio começou em 5 de dezembro de 2020 com um mata-mata entre os 6 (dos 16) melhores times na classificação final da temporada que foi cancelada, e foi finalizado em 30 de dezembro de 2020.[carece de fontes?] Na final pelo título, o Vélez Sarsfield venceu o San Miguel por 5–0 e levantou a taça, tanto o campeão como o vice-campeão foram promovidos.

## Edições
Abaixo está a lista das equipes campeãs da segunda divisão do futebol feminino:[carece de fontes?]
| Temporada | Campeão                                 | Vice-campeão                            |
| --------- | --------------------------------------- | --------------------------------------- |
| 2019–20   | Cancelado devido à pandemia de COVID-19 | Cancelado devido à pandemia de COVID-19 |
| 2020      | Vélez Sarsfield                         | San Miguel                              |
| 2021      | Belgrano                                | Claypole                                |
| 2022      | San Luís FC                             | Talleres (C)                            |
| 2023      | Unión                                   | A Definir                               |

### Títulos por clube
| Clube           | Título(s) | Vice(s) | Ano(s) dos título(s) | Ano(s) dos vice(s) |
| --------------- | --------- | ------- | -------------------- | ------------------ |
| Vélez Sarsfield | 1         | 0       | 2020                 |                    |
| Belgrano        | 1         | 0       | 2021                 |                    |
| San Luís FC     | 1         | 0       | 2022                 |                    |
| Unión           | 1         | 0       | 2023                 |                    |
| San Miguel      | 0         | 1       |                      | 2020               |
| Claypole        | 0         | 1       |                      | 2021               |
| Talleres (C)    | 0         | 1       |                      | 2022               |